# Öyvind Fahlström
Öyvind Axel Christian Fahlström (São Paulo, el 28 de diciembre de 1928- Estocolmo, Suecia, 9 de noviembre de 1976), fue un pintor y poeta sueco.
Hijo de inmigrantes suecos, pasó su infancia entre São Paulo, Niterói y Río de Janeiro.  En 1939, va a Suecia a pasar las vacaciones con la familia de sus padres, poco antes del comienzo de la invasión alemana a Polonia.  El estallido de la Segunda Guerra Mundial impide que Falhström viaje de forma segura de retorno a Brasil, y permanece en el país hasta el fin de la guerra.  En este período, Fahlström adopta la nacionalidad sueca por las exigencias del gobierno para prestar servicio militar.
Al terminar sus estudios superiores en la Universidad de Estocolmo en 1952, Falhström comienza a viajar por Europa, y a producir teatro y poesía, además de trabajar en traducciones, y periodismo para la prensa sueca.
Sus obras pictóricas consiguieron su primera exposición exclusiva en 1953 en Florencia, Italia.  Entre este año y hasta el final de su vida, las obras de Fahlström serían expuestas en museos y galerías de todo el mundo, destacando Francia, Italia, Estados Unidos, Brasil y Suecia.
En 1961, se muda a Nueva York, donde incursiona en la producción de documentales.

## Exhibiciones
- 1996 Massachusetts Museum of Contemporary Art, North Adams (Massachusetts)

- 1982	 Sidney Janis Gallery, Nueva York

- 1969	 Sidney Janis Gallery, Nueva York

- 1953	 Galleria Numero, Florencia

## Obra

### Prosa y Poesía
- 1949, Trumpeten i stjärten
- 1950, Borborygmernas fall
- 1953, Det Stora Och Det Lilla
- 1953, Moa (1)
- 1961, Bobb (livsföreståndaren)

### Artículos
- 1950, D.A.F. de Sade; en introduktion
- 1954, Hätila ragulpr på fåtskliaben, Manifest för konkret poesi
- 1960, Deckare om människan: Om Alain Robbe-Grillet
- 1967, Brev från Öyvind Fahlström: Bygg nöjeshus istället för kulturhus

### Teatro
- 1953, Det Harda Och Det Mjuka - boord; konkret teaterstycke i två akter
- 1965, Hammarsjöld om Gud

### Happenings
- 20 de octubre de 1962, Aida, på Moderna Museet
- 13 de septiembre de 1964, Mellanöl, på Moderna Museet
- 1964, Fahlströms hörna

### Radio
- 1963, Fåglar i Sverige
- 1966, Den helige Torsten Nilsson
- 1972, Cellen, collage för radio

### Filmes
- 1966, Mao-Hope March
- 1968, U-barn
- 1968, East Village
- 1968, Revolution Now
- 1971, Du gamla, du fria